# Jiří Kyncl
Jiří Kyncl (ur. 3 listopada 1962 w Poličce, zm. 31 stycznia 2022) – czechosłowacki łyżwiarz szybki, dwukrotny olimpijczyk.

## Kariera
Kyncl uczestniczył w dwóch zimowych igrzyskach olimpijskich (1988 oraz 1992). Podczas igrzysk w 1988 Kyncl wystąpił w trzech konkurencjach łyżwiarstwa szybkiego: bieg na 1500 m (34. miejsce), bieg na 5000 m (25. miejsce) oraz bieg na 10 000 m (16. miejsce). Podczas igrzysk w 1992 roku Kyncl również wystąpił w trzech konkurencjach łyżwiarstwa szybkiego: bieg na 500 m (39. miejsce), bieg na 5000 m (27. miejsce) i bieg na 10 000 m (25. miejsce).